# 陳意涵
陳意涵（チェン・イーハン、アイビー・チェン、アイヴィー・チェン、Ivy Chen、1982年11月12日 - ）は、台湾・台北出身の女優、モデルである。
景文科技大学情報管理学卒業。2002年の中視バラエティ番組「我猜我猜我猜猜猜」で注目され、2007年にはベルリン国際映画祭でテディベア賞を受賞した『Tattoo -刺青』にも出演。

## 来歴
2013年、韓国人俳優チョ・ジョンソクと共に、台湾観光イメージキャラクターに就任（韓国担当）。

## 出演

### ドラマ
| 年        | 邦題                           | 原題               | 役名                 | 備考                             |
| --------- | ------------------------------ | ------------------ | -------------------- | -------------------------------- |
| 2006年    | 微笑パスタ                     | 微笑pasta          | 田欣                 | 台湾テレビドラマ（第15話ゲスト） |
| 2007年    | 奮闘                           | 奋斗               | 方霊珊               | 中国テレビドラマ                 |
| 2007年    |                                | 我要變成硬柿子     | 孫詩詩               | 台湾テレビドラマ                 |
| 2008年    |                                | 長江一號           | 小杜鵑（大島貞子）   | 中国テレビドラマ                 |
| 2009年    | ブラック&ホワイト              | 痞子英雄           | 陳琳（チェン・リン） | 台湾テレビドラマ                 |
| 2010年    | 新流星蝴蝶剣                   | 新流星蝴蝶劍       | 孫蝶                 | 中国テレビドラマ                 |
| 2011年    |                                | 戀愛SOS            | 蘇小男               | インターネット・ドラマ           |
| 2011年    |                                | 摩登新人類         | 夏紅果               | 中国テレビドラマ                 |
| 2011-12年 | スキップ・ビート!              | 華麗的挑戰         | 宮囍（最上キョーコ） | 台湾テレビドラマ                 |
| 2012年    | 彼女たちの恋愛時代             | 小時代之折紙時代   | 林蕭（リン・シャオ） | 中国テレビドラマ                 |
| 2014年    | わたしのスイート・スター       | 你照亮我星球       | 城曼介紹人           | 台湾テレビドラマ                 |
| 2017年    | 深夜食堂 中国版                | 深夜食堂           | 小梅（シャオメイ）   | 中国テレビドラマ                 |
| 2021年    | お仕事です!〜The Arc of Life〜 | 她們創業的那些鳥事 | 夏芷（シア・ジ―）    | 台湾テレビドラマ                 |

### 映画
| 年     | 邦題                         | 原題               | 役名                                   | 備考                       |
| ------ | ---------------------------- | ------------------ | -------------------------------------- | -------------------------- |
| 2006年 |                              | 單車上路           | 阿妹                                   |                            |
| 2007年 | Tattoo -刺青                 | 刺青               | 真真                                   |                            |
| 2009年 |                              | 星月無盡           | 黃星君                                 |                            |
| 2009年 | 聴説                         | 聽說               | 秧秧                                   | 台北映画祭最優秀女優賞     |
| 2012年 | LOVE、愛                     | LOVE               | 李宜珈                                 |                            |
| 2012年 | BBS住人の正義                | BBS鄉民的正義      | 李澄湘                                 |                            |
| 2012年 | 花様〜たゆたう想い〜         | 花漾               | 白小霜（バイ・シャオシュアン）         |                            |
| 2014年 |                              | 閨蜜               | 希汶                                   |                            |
| 2014年 | 軍中楽園                     | 軍中樂園           | アジャオ                               |                            |
| 2015年 |                              | 咱們結婚吧         | 顧小蕾                                 |                            |
| 2015年 |                              | 新步步驚心         | 馬爾泰·若曦、張小文                    |                            |
| 2018年 | 悲しみより、もっと悲しい物語 | 比悲傷更悲傷的故事 | クリーム／宋媛媛（ソン・ユェンユェン） |                            |
| 2023年 | トラブル・ガール             | 小曉               | シャオシャオの母親                     | 台北映画祭最優秀助演女優賞 |

### MV
- 紙飛機－張峰奇（2005年4月22日）
- 清晨女子－周伝雄（2006年6月16日）
- 傷痛無声－周傳雄（2006年6月16日）（張天霖との合作）
- 分手不分開（広東語歌曲）－王浩信（2006年12月）
- 我的依頼－蔡依林（2009年4月）
- 礼物－羅美玲（2009年7月）
- 無頼正義－趙又廷とCOLOR（2009年8月）
- 関於我們－痞克四（2009年8月）
- 放逐愛情－解偉苓（2009年8月）
- Touch My Heart－羅志祥（2011年2月）
- 天天月月－衛斯里（2012年1月）
- 傻子－林宥嘉（2012年2月）

### CM
- SAMSUNG Galaxy A8（2018年、台湾）